# Hamoir
Hamoir ist eine Gemeinde in der belgischen Provinz Lüttich am Fluss Ourthe. Sie besteht aus den Ortschaften Hamoir, Comblain-la-Tour, Fairon und Filot. Der Fluss Néblon mündet hier in die Ourthe.

## Geschichte
Im Jahr 895 bekam das Kloster Stavelot in villa Hamor nicht näher bezeichnete Güter geschenkt (Kurzfassung in Regnum Francorum online, Stavelot No. 045).

## Persönlichkeiten
- Jean Delcour (1631–1707), Bildhauer.
- Jean-Gilles Delcour (1632–1695), Maler.

## Weblinks

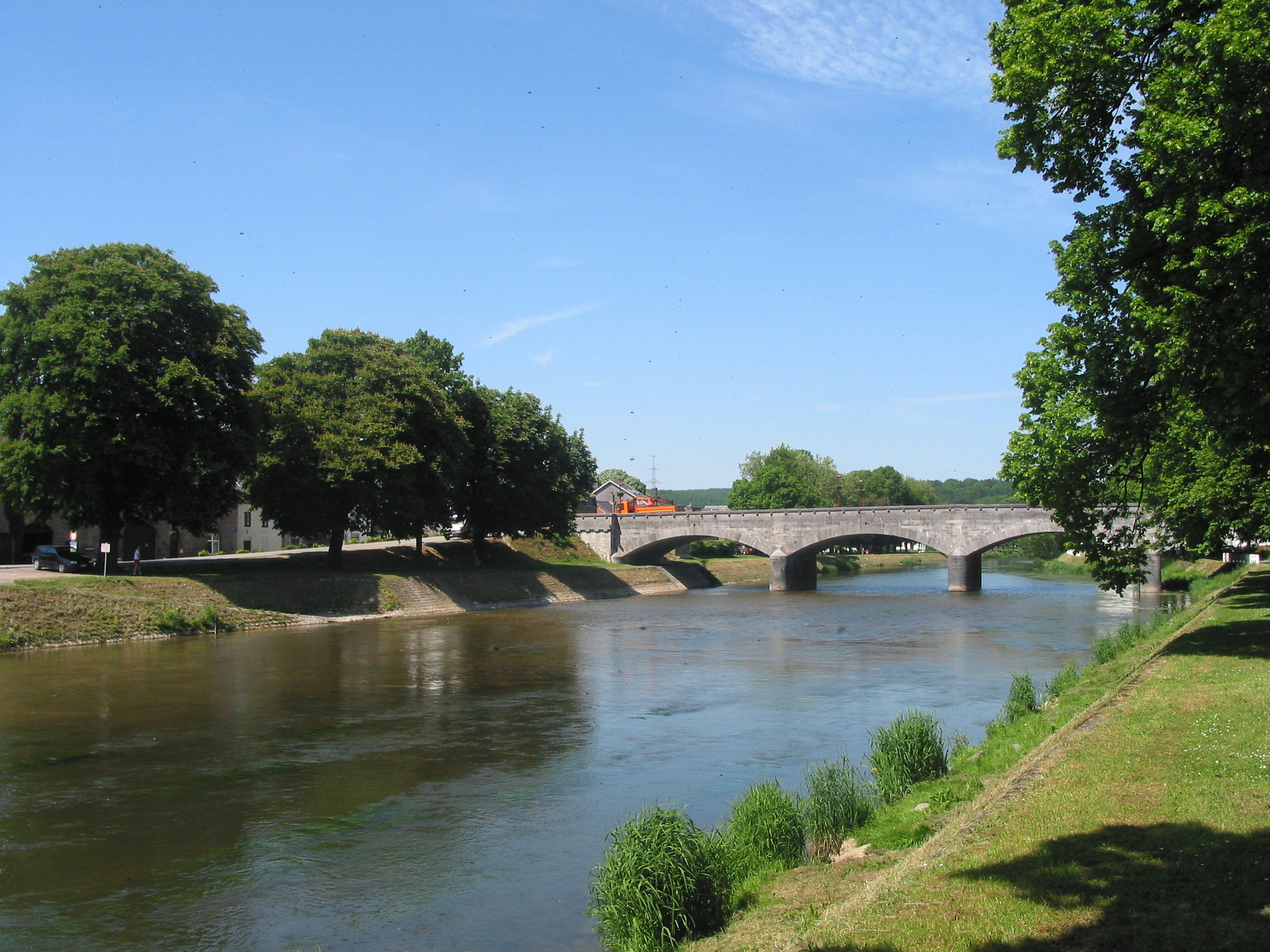
Die Ourthe bei Hamoir